# Laerke Recht
Laerke Recht (* 1983) ist eine dänische Archäologin.

## Leben
Nach dem Abitur am Gymnasium in Esbjerg studierte Laerke Recht am University College Dublin. Sie erwarb dort 2006 den BA in Philosophie und „classics“ (griechischer und römischer Zivilisation) und wurde 2011 in classics am Trinity College Dublin bei Christine Morris promoviert. Anschließend arbeitete sie von 2011 bis 2013 am Forschungsprojekt zur Untersuchung der bronzezeitlichen Siedlung von Urkeš im heutigen Nordostsyrien und war von 2013 bis 2017 wissenschaftliche Mitarbeiterin am International Institute for Mesopotamian Area Studies. Von 2017 bis 2019 war sie als Teil der Marie-Skłodowska-Curie-Maßnahmen wissenschaftliche Mitarbeiterin am McDonald Institute for Archaeological Research der University of Cambridge; anschließend arbeitete sie von 2019 bis 2021 noch einmal am International Institute for Mesopotamian Area Studies. Seit dem 1. September 2020 ist sie Professorin für Archäologie Früher Hochkulturen am Institut für Antike der Universität Graz.
Ihre Forschungsschwerpunkte sind ägäische Archäologie, Archäologie des Nahen Ostens, zypriotische Archäologie, Theorie der Archäologie, Archäologie der Religion, Geschlecht und Archäologie, Archäozoologie und Keramik.

## Schriften
- Human sacrifice. Archaeological perspectives from around the world. Cambridge 2019, ISBN 978-1-108-72820-1.
- mit Katarzyna Zeman-Wiśniewska (Hrsg.): Animal iconography in the archaeological record. New approaches, new dimensions. Sheffield 2021, ISBN 978-1-78179-926-0.